# Richard Pánik
Richard Pánik (* 7. února 1991 Martin) je slovenský hokejový útočník.

## Hráčská kariéra
Jde o odchovance týmu MHC Martin. Po svojí první sezoně dorostenecké slovenské extraligy zamířil do českého týmu HC Oceláři Třinec. Tam hrál převážně v juniorské lize a od roku 2007 jako 16letý měl premiéru v české nejvyšší soutěží. Před sezonou 2008/2009 se zúčastnil draftu do CHL, kde si ho vybral tým OHL, Windsor Spitfires. Navzdory tomu neodešel do Windsoru ale zůstal hrát v Česku. V roce 2009 by draftován klubem Tampa Bay Lightning ve druhém kole jako 52 v pořadí. V roce 2014 byl tradován do týmu Toronto Maple Leafs.

## Ocenění a úspěchy
- 2008 ČHL-20 - Nejlepší hráč v pobytu na ledě +/- (+36)
- 2008 ČHL-20 - Nejvíce vstřelených gólů v oslabení (6 branek)
- 2008 ČHL-20 - Nejlepší střelec v playoff (8 gólů)
- 2008 ČHL-20 - Nejtrestanější hráč v playoff (52 trestných minut)
- 2008 MS-18 - Top tří hráčů týmu
- 2010 MSJ - Top tří hráčů týmu
- 2011 MSJ - Top tří hráčů týmu
- 2013 AHL - All-Star Game

## Prvenství

### ČHL
- Debut - 21. října 2007 (HC GEUS OKNA Kladno proti HC Oceláři Třinec)
- První gól - 5. prosince 2008 (HC GEUS OKNA Kladno proti HC Oceláři Třinec, českému brankáři Miroslavu Kopřivovi)
- První asistence - 16. ledna 2009 (HC Oceláři Třinec proti HC GEUS OKNA Kladno)

### NHL
- Debut - 12. února 2013 (Tampa Bay Lightning proti Montreal Canadiens)
- První gól - 23. února 2013 (Carolina Hurricanes proti Tampa Bay Lightning, kanadskému brankáři Danu Ellisovi)
- První asistence - 23. března 2013 (Ottawa Senators proti Tampa Bay Lightning)
- První hattrick - 15. října 2016 (Chicago Blackhawks proti Nashville Predators)

### KHL
- Debut - 20. prosince 2024 (Lokomotiv Jaroslavl proti Avtomobilist Jekatěrinburg)
- První gól - 25. prosince 2024 (Torpedo Nižnij Novgorod proti Lokomotiv Jaroslavl, běloruskému brankáři Ivanu Kulbakovovi)
- První asistence - 7. ledna 2025 (Lokomotiv Jaroslavl proti Viťaz Podolsk)

## Klubové statistiky
| Sezóna       | Klub                 | Soutěž       |     | Základní část | Základní část | Základní část | Základní část | Základní část |   | Play off | Play off | Play off | Play off | Play off |
| Sezóna       | Klub                 | Soutěž       | Z   | G             | A             | B             | TM            | Z             | G | A        | B        | TM       |          |          |
| 2004/2005    | MHC Martin 18        | SHL-18       | 2   | 1             | 0             | 1             | 0             | —             | — | —        | —        | —        |          |          |
| 2005/2006    | MHC Martin 18        | SHL-18       | 44  | 15            | 15            | 30            | 24            | —             | — | —        | —        | —        |          |          |
| 2006/2007    | HC Oceláři Třinec 18 | ČHL-18       | 12  | 10            | 6             | 16            | 48            | —             | — | —        | —        | —        |          |          |
| 2006/2007    | HC Oceláři Třinec 20 | ČHL-20       | 27  | 16            | 9             | 25            | 30            | 4             | 1 | 4        | 5        | 6        |          |          |
| 2007/2008    | HC Oceláři Třinec 20 | ČHL-20       | 39  | 35            | 27            | 62            | 70            | 8             | 8 | 4        | 12       | 52       |          |          |
| 2007/2008    | HC Oceláři Třinec    | ČHL          | 6   | 0             | 0             | 0             | 0             | —             | — | —        | —        | —        |          |          |
| 2008/2009    | HC Oceláři Třinec 20 | ČHL-20       | 16  | 10            | 9             | 19            | 36            | —             | — | —        | —        | —        |          |          |
| 2008/2009    | HC Oceláři Třinec    | ČHL          | 15  | 1             | 1             | 2             | 4             | 4             | 0 | 0        | 0        | 0        |          |          |
| 2008/2009    | HC Havířov Panthers  | 1.ČHL        | 3   | 2             | 1             | 3             | 0             | —             | — | —        | —        | —        |          |          |
| 2009/2010    | Windsor Spitfires    | OHL          | 33  | 9             | 9             | 18            | 19            | —             | — | —        | —        | —        |          |          |
| 2009/2010    | Belleville Bulls     | OHL          | 27  | 12            | 11            | 23            | 36            | —             | — | —        | —        | —        |          |          |
| 2009/2010    | Norfolk Admirals     | AHL          | 5   | 0             | 1             | 1             | 0             | —             | — | —        | —        | —        |          |          |
| 2010/2011    | Belleville Bulls     | OHL          | 27  | 14            | 17            | 31            | 33            | —             | — | —        | —        | —        |          |          |
| 2010/2011    | Guelph Storm         | OHL          | 24  | 13            | 12            | 25            | 42            | 6             | 1 | 2        | 3        | 10       |          |          |
| 2011/2012    | Norfolk Admirals     | AHL          | 64  | 19            | 22            | 41            | 62            | 18            | 5 | 1        | 6        | 23       |          |          |
| 2012/2013    | Syracuse Crunch      | AHL          | 51  | 22            | 19            | 41            | 81            | 16            | 9 | 5        | 14       | 59       |          |          |
| 2012/2013    | Tampa Bay Lightning  | NHL          | 25  | 5             | 4             | 9             | 4             | —             | — | —        | —        | —        |          |          |
| 2013/2014    | Syracuse Crunch      | AHL          | 13  | 3             | 8             | 11            | 8             | —             | — | —        | —        | —        |          |          |
| 2013/2014    | Tampa Bay Lightning  | NHL          | 50  | 3             | 10            | 13            | 21            | 2             | 0 | 0        | 0        | 4        |          |          |
| 2014/2015    | Toronto Maple Leafs  | NHL          | 76  | 11            | 6             | 17            | 49            | —             | — | —        | —        | —        |          |          |
| 2015/2016    | Toronto Marlies      | AHL          | 33  | 9             | 16            | 25            | 34            | —             | — | —        | —        | —        |          |          |
| 2015/2016    | Chicago Blackhawks   | NHL          | 30  | 6             | 2             | 8             | 6             | 6             | 0 | 3        | 3        | 6        |          |          |
| 2016/2017    | Chicago Blackhawks   | NHL          | 82  | 22            | 22            | 44            | 58            | 4             | 0 | 1        | 1        | 2        |          |          |
| 2017/2018    | Chicago Blackhawks   | NHL          | 37  | 6             | 10            | 16            | 26            | —             | — | —        | —        | —        |          |          |
| 2017/2018    | Arizona Coyotes      | NHL          | 35  | 8             | 11            | 19            | 12            | —             | — | —        | —        | —        |          |          |
| 2018/2019    | Arizona Coyotes      | NHL          | 75  | 14            | 19            | 33            | 33            | —             | — | —        | —        | —        |          |          |
| 2019/2020    | Washington Capitals  | NHL          | 59  | 9             | 13            | 22            | 36            | 7             | 1 | 0        | 1        | 4        |          |          |
| 2020/2021    | Washington Capitals  | NHL          | 36  | 3             | 6             | 9             | 16            | —             | — | —        | —        | —        |          |          |
| 2020/2021    | Detroit Red Wings    | NHL          | 12  | 1             | 3             | 4             | 2             | —             | — | —        | —        | —        |          |          |
| 2021/2022    | Bridgeport Islanders | AHL          | 28  | 7             | 5             | 12            | 22            | —             | — | —        | —        | —        |          |          |
| 2021/2022    | New York Islanders   | NHL          | 4   | 0             | 1             | 1             | 0             | —             | — | —        | —        | —        |          |          |
| 2021/2022    | Chicago Wolves       | AHL          | 11  | 2             | 5             | 7             | 21            | 16            | 6 | 5        | 11       | 28       |          |          |
| 2022/2023    | HC Lausanne          | NLA          | 19  | 4             | 5             | 9             | 12            | —             | — | —        | —        | —        |          |          |
| 2023/2024    | HC Oceláři Třinec    | ČHL          | 36  | 14            | 10            | 24            | 26            | —             | — | —        | —        | —        |          |          |
| 2023/2024    | HC Dynamo Pardubice  | ČHL          | 15  | 6             | 4             | 10            | 8             | 14            | 3 | 1        | 4        | 10       |          |          |
| 2024/2025    | HC Slovan Bratislava | SHL          | 18  | 6             | 7             | 13            | 12            | —             | — | —        | —        | —        |          |          |
| 2024/2025    | Lokomotiv Jaroslavl  | KHL          | 29  | 6             | 6             | 12            | 6             | 15            | 1 | 3        | 4        | 2        |          |          |
| Celkem v NHL | Celkem v NHL         | Celkem v NHL | 521 | 88            | 107           | 195           | 274           | 20            | 1 | 4        | 5        | 18       |          |          |

## Reprezentace
| Rok                    | Tým                    | Soutěž                 | Z  | G  | A  | B  | TM |
| ---------------------- | ---------------------- | ---------------------- | -- | -- | -- | -- | -- |
| 2007                   | Slovensko 18           | MS-18                  | 6  | 0  | 2  | 2  | 2  |
| 2008                   | Slovensko 18           | MS-18                  | 6  | 4  | 6  | 10 | 0  |
| 2009                   | Slovensko 20           | MSJ                    | 7  | 2  | 3  | 5  | 4  |
| 2010                   | Slovensko 20           | MSJ                    | 6  | 6  | 2  | 8  | 2  |
| 2010                   | Slovensko              | MS                     | 6  | 0  | 2  | 2  | 6  |
| 2011                   | Slovensko 20           | MSJ                    | 6  | 7  | 2  | 9  | 12 |
| 2014                   | Slovensko              | OH                     | 4  | 0  | 0  | 0  | 0  |
| 2014                   | Slovensko              | MS                     | 7  | 0  | 0  | 0  | 2  |
| 2015                   | Slovensko              | MS                     | 7  | 0  | 2  | 2  | 2  |
| 2019                   | Slovensko              | MS                     | 6  | 1  | 6  | 7  | 2  |
| Juniorská reprezentace | Juniorská reprezentace | Juniorská reprezentace | 31 | 19 | 15 | 34 | 20 |
| Seniorská reprezentace | Seniorská reprezentace | Seniorská reprezentace | 30 | 1  | 10 | 11 | 12 |